# رئيس وزراء الاتحاد السوفيتي
رئيس وزراء الاتحاد السوفيتي (الروسية: Глава Правительства СССР) هو منصب رئيس حكومة اتحاد الجمهوريات الاشتراكية السوفيتية. كان للمكتب ثلاثة أسماء مختلفة طوال فترة وجوده: رئيس مجلس مفوضي الشعب (1923م-1946م)، ورئيس مجلس وزراء الاتحاد السوفيتي (1946م-1991م) ورئيس وزراء الاتحاد السوفيتي لفترة قصيرة خلال تفكك الاتحاد السوفيتي (1991م). تم استخدام مصطلح رئيس الوزراء من قبل المعلقين الخارجيين لوصف مكتب رئيس الحكومة.
كان فلاديمير لينين، مؤسس البلاد وزعيمها الأول، أول رئيس وزراء سوفيتي. بعد عام ١٩٢٤م، عندما تولى جوزيف ستالين - الأمين العام للحزب الشيوعي - السلطة، أصبح الزعيم الفعلي هو الأمين العام للحزب، وشغل ستالين وخليفته نيكيتا خروتشوف منصب رئيس الوزراء أيضًا. وشغل هذا المنصب اثنا عشر شخصًا.
تأسست أول حكومة سوفيتية في 6 يوليو 1923م. تم تفويض الحكومة لبدء المراسيم والتشريعات التي كانت مُلزمة في جميع أنحاء الاتحاد السوفيتي. بعد الإطاحة نيكيتا خروتشوف عام 1964م، تم تعيين أليكسي كوسيغين رئيسًا للحكومة. ضعفت هيبة كوسيجين عندما اقترح الإصلاح الاقتصادي لعام 1965م.  بعد تولي فالنتين بافلوف رئاسة الوزراء، تم إلغاء مجلس المستشاريين واستبداله بمجلس الوزراء. بعد انقلاب أغسطس الفاشل عام 1991 والكشف عن أن أغلبية أعضاء مجلس الوزراء أيدوا الانقلاب، تم حل مجلس الوزراء واستبداله بلجنة الإدارة التنفيذية للاقتصاد السوفيتي عام 1991. حكومة الاتحاد السوفيتي الروسي بدأت الجمهورية الاشتراكية بالاستيلاء على الوزارات السوفيتية في أعقاب الانقلاب، وبحلول ديسمبر 1991م فقدت الحكومة السوفيتية السيطرة. 

## التاريخ
أقيمت حكومة لينين الأولى في 6 يوليو 1923م من قبل اللجنة التنفيذية المركزية، وفُوضت الحكومة لبدء المراسيم والتشريعات التي كانت ملزمة في جميع أنحاء الاتحاد السوفيتي. بعد الإطاحة بخروتشوف في عام 1964، تم تعيين كوسيجين رئيسًا للحكومة وعند تولي فالنتين بافلوف رئاسة الوزراء، تم إلغاء مجلس الوزراء واستبداله بمجلس الوزراء. بعد انقلاب أغسطس عام 1991، وافق غالبية أعضاء مجلس الوزراء على الانقلاب، مما أدى إلى حل مجلس الوزراء واستبداله بلجنة الإدارة التشغيلية للاقتصاد السوفيتي في عام 1991م.
بموجب الدستور السوفيتي لعام 1977م، كان رئيس الحكومة هو اعلى جهاز تنفيذي وإداري للدولة ويتم تعيينه من قبل مجلس السوفيت (وهيئته الرئاسية ) وهو مسؤول أمامه. وتم تكليف رئيس الحكومة بجعل جميع الواجبات الإدارية للدولة ضمن اختصاص الاتحاد السوفيتي. أدار رئيس الحكومة الاقتصاد الوطني، وصاغ الخطط الخمسية وضمن التنمية الاجتماعية والثقافية. كان بمثابة المكتب الأكثر نفوذاً في الحكومة حتى إنشاء مكتب رئيس الاتحاد السوفيتي في عام 1990م.

## قائمة أصحاب المناصب
| الرقم | الصورة                          | الإسم (ميلاد–وفاة)                          | الفترة            | الفترة            | الفترة             | الإنتخاب            | مجلس الوزراء          | مرجع   |
| الرقم | الصورة                          | الإسم (ميلاد–وفاة)                          | تولى المنصب       | ترك المنصب        | المدة              | الإنتخاب            | مجلس الوزراء          | مرجع   |
| ----- | ------------------------------- | ------------------------------------------- | ----------------- | ----------------- | ------------------ | ------------------- | --------------------- | ------ |
| 1     | فلاديمير لينين                  | فلاديمير لينين (1870–1924)                  | 6 July 1923       | 21 January 1924 † | 228 أيام           | —                   | Lenin I–II            | [ 7 ]  |
| 2     | أليكسي ريكوف                    | أليكسي ريكوف (1881–1938)                    | 2 February 1924   | 19 December 1930  | 6 سنوات و320 أيام  | 1924 1925 1927 1929 | Rykov I–II–III–IV–V   | [ 8 ]  |
| 3     | فياتشيسلاف ميخائيلوفيتش مولوتوف | فياتشيسلاف ميخائيلوفيتش مولوتوف (1890–1986) | 19 December 1930  | 6 May 1941        | 10 سنوات و138 أيام | 1931 1935 1936 1937 | Molotov I–II–III–IV   | [ 9 ]  |
| 4     | يوسف ستالين                     | يوسف ستالين (1878–1953)                     | 6 May 1941        | 5 March 1953 †    | 11 سنوات و303 أيام | 1946 1950           | Stalin I–II–III       | [ 10 ] |
| 5     | جورجي مالينكوف                  | جورجي مالينكوف (1902–1988)                  | 6 March 1953      | 8 February 1955   | 1 سنة و339 أيام    | 1954                | Malenkov I–II         | [ 11 ] |
| 6     | نيكولاي بولجانين                | نيكولاي بولجانين (1895–1975)                | 8 February 1955   | 27 March 1958     | 3 سنوات و47 أيام   | 1958                | Bulganin              | [ 12 ] |
| 7     | نيكيتا خروتشوف                  | نيكيتا خروتشوف (1894–1971)                  | 27 March 1958     | 15 October 1964   | 6 سنوات و202 أيام  | 1962                | Khrushchev I–II       | [ 11 ] |
| 8     | أليكسي كوسيغين                  | أليكسي كوسيغين (1904–1980)                  | 15 October 1964   | 23 October 1980   | 16 سنوات و8 أيام   | 1966 1970 1974 1979 | Kosygin I–II–III–IV–V | [ 13 ] |
| 9     | نيكولاي تيخونوف                 | نيكولاي تيخونوف (1905–1997)                 | 23 October 1980   | 27 September 1985 | 4 سنوات و339 أيام  | 1984                | Tikhonov I–II         | [ 14 ] |
| 10    | نيقولاي ريجكوف                  | نيقولاي ريجكوف (1929–2024)                  | 27 September 1985 | 14 January 1991   | 5 سنوات و109 أيام  | 1989                | Ryzhkov I–II          | [ 14 ] |
| 11    | فالنتين بافلوف                  | فالنتين بافلوف (1937–2003)                  | 14 January 1991   | 28 August 1991    | 226 أيام           | —                   | Pavlov                | [ 15 ] |
| 12    | إيفان سيلاييف                   | إيفان سيلاييف (1930–2023)                   | 28 August 1991    | 25 December 1991  | 119 أيام           | —                   | Silayev               | [ 16 ] |

### اقتباسات
1. ↑  Brown 2009.
2. ↑  Ferdinand 1993.
3. ↑  "Конституция СССР 1924 г." constitution.garant.ru. مؤرشف من الأصل في 2023-03-29. اطلع عليه بتاريخ 2023-03-29.
4. ↑  براون، ارشي (2009). صعود وسقوط الشيوعية. بولي هيد. ISBN:978-0061138799.. مؤرشف من الأصل في 2022-05-13. {{استشهاد بكتاب}}: تأكد من صحة |isbn= القيمة: حرف غير صالح (مساعدة)
5. ↑  Ferdinand 1993، صفحة 133.
6. ↑  "Конституция СССР (1977) — Викитека". ru.wikisource.org (بالروسية). Archived from the original on 2023-03-29. Retrieved 2023-03-29.
7. ↑  Cull, Culbert & Welch 2003، صفحة 182.
8. ↑  Phillips 2000، صفحة 82.
9. ↑  Phillips 2000، صفحة 89.
10. ↑  Totten & Bartrop 2008، صفحة 76.
11. 1 2  Duiker & Spielvogel 2006، صفحة 572.
12. ↑  Trahair & Miller 2004، صفحة 69.
13. ↑  Trahair & Miller 2004، صفحة 37.
14. 1 2  Ploss 2010، صفحة 219.
15. ↑  Валентин Сергеевич Павлов [Valentin Sergeyevich Pavlov] (بالروسية). RU: Hrono. Archived from the original on 2025-02-10. Retrieved 2010-12-06.
16. ↑  Иван Степанович Силаев [Ivan Stepanovich Silayev] (بالروسية). RU: Hrono. Archived from the original on 2025-02-08. Retrieved 2010-12-06.